# Aeropuerto Internacional José Joaquín de Olmedo
Aeropuerto Internacional José Joaquín de Olmedo (IATA: GYE, OACI: SEGU) es el aeropuerto de la ciudad de Guayaquil, Ecuador. Desde la pandemia se convirtió en el aeropuerto ecuatoriano con más tránsito de pasajeros internacionales; además, el segundo aeropuerto con más movimiento en general de pasajeros en Ecuador. Fue nombrado José Joaquín de Olmedo en honor al poeta y prócer guayaquileño, primer alcalde de la ciudad de Guayaquil. En el año 2011 fue elegida por el Consejo Internacional de Aeropuertos (ACI, por sus siglas en inglés) como el "mejor aeropuerto del mundo por tamaño", de 2 a 5 millones de personas. También fue seleccionado como el mejor aeropuerto de Latinoamérica y el Caribe en 2013 y 2015.
La Tarifa aeroportuaria internacional (PAX) del aeropuerto del José Joaquín de Olmedo desde febrero de 2024 es de US$39.20 para los vuelos internacionales y US$17.27 para los vuelos dentro del país, El aeropuerto José Joaquín de Olmedo superó los 4,2 millones de pasajeros en el 2023, según cifras de la Airport Council International (ACI). 

## Historia

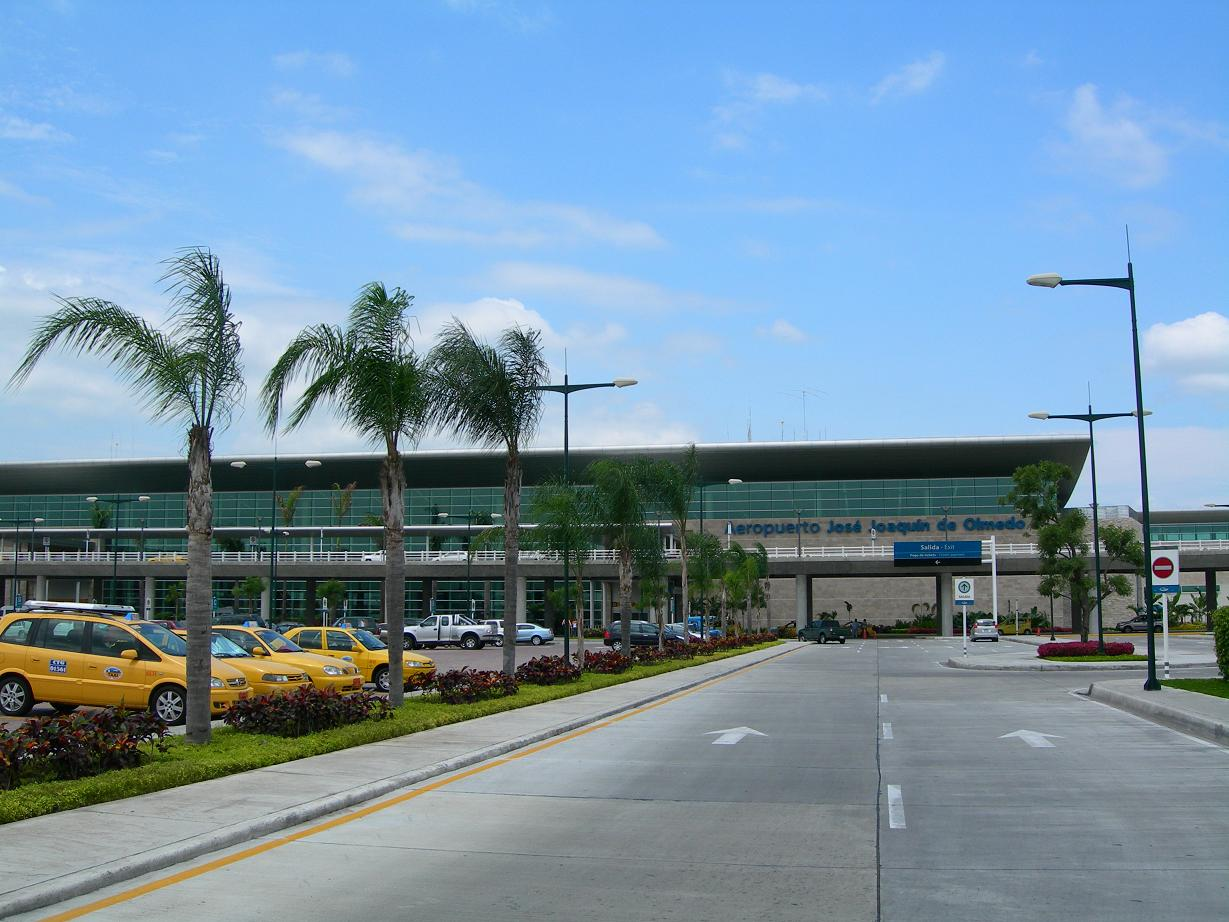
Vista exterior del aeropuerto.

La terminal aérea de Guayaquil conocida anteriormente como Aeropuerto Internacional Simón Bolívar fue renombrada como José Joaquín de Olmedo, previo a la inauguración de sus nuevas instalaciones el 27 de julio de 2006, en la misma pista del anterior aeropuerto pero en un edificio nuevo, con más de 50 mil metros cuadrados de construcción, destinados para el arribo nacional e internacional. El código de designación del aeropuerto OACI, mientras aún operaba el antiguo terminal, fue SEGY pero después fue cambiado a SEGU.
El uso de este aeropuerto será de 18 años, empezando desde el 2006, o antes de que supere las expectativas de la capacidad de 7 millones de pasajeros por año. Cuando esto suceda se procederá a construir el nuevo proyecto para una nueva terminal aérea en la zona de Daular, a 26 kilómetros fuera de la ciudad, cerca de la autopista que conecta las ciudades costeras de Guayaquil y el balneario de Salinas. Este nuevo aeropuerto será Intercontinental.
Se tiene planificado inaugurar la primera fase en 2030 la cual contará con 2 pistas paralelas, una de 4,100 m y otra de 2,500 y 36 Gates o puertas de embarque el aeropuerto intercontinental de Guayaquil en Daular,y que en la fase final contará con 3 pistas, una central de 4100 metros y otras dos a los costados de 3500 metros cada una y 70 Gates o puertas de embarque, lo que lo convertirá en el mayor terminal de la región. El diseño final de este futuro aeropuerto todavía está en marcha.

## Ubicación

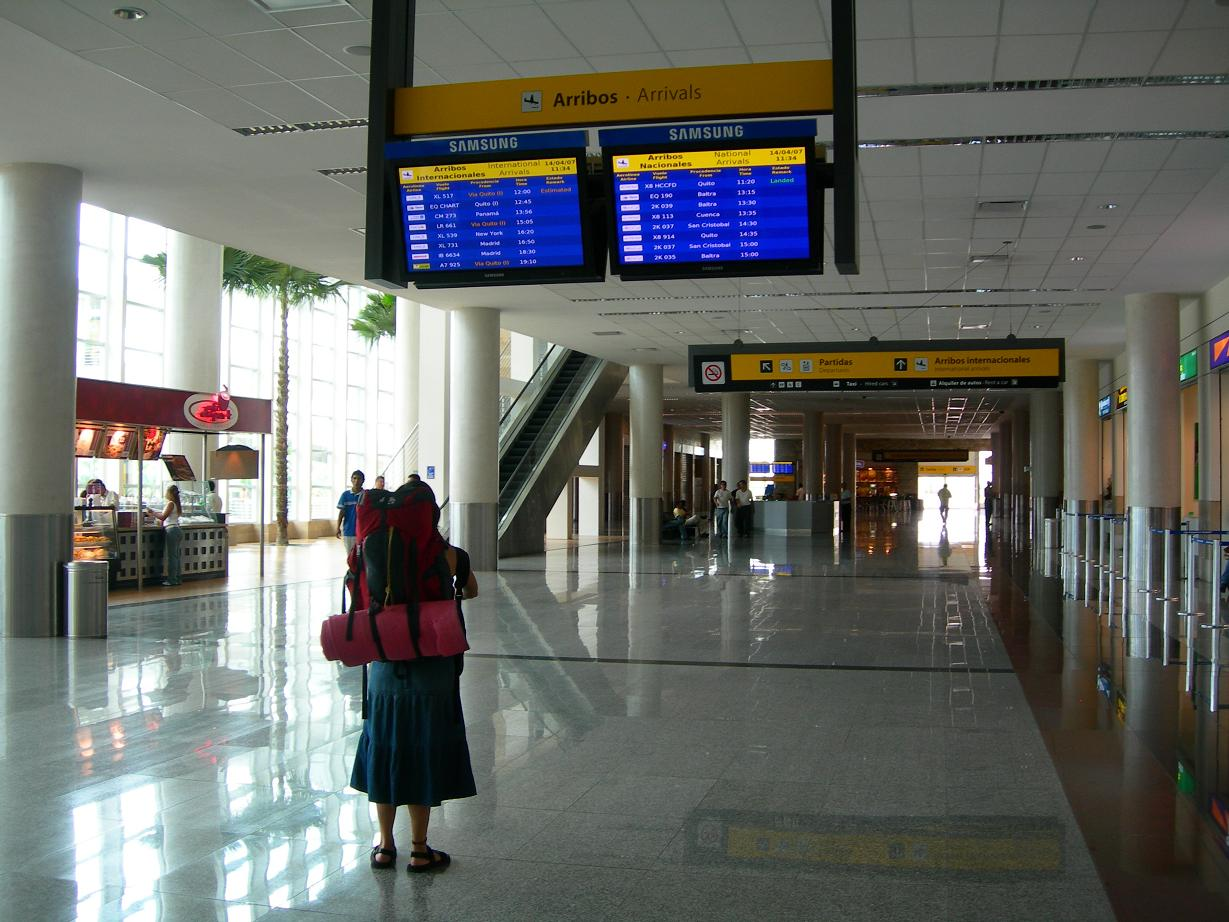
Zona de llegadas del aeropuerto.

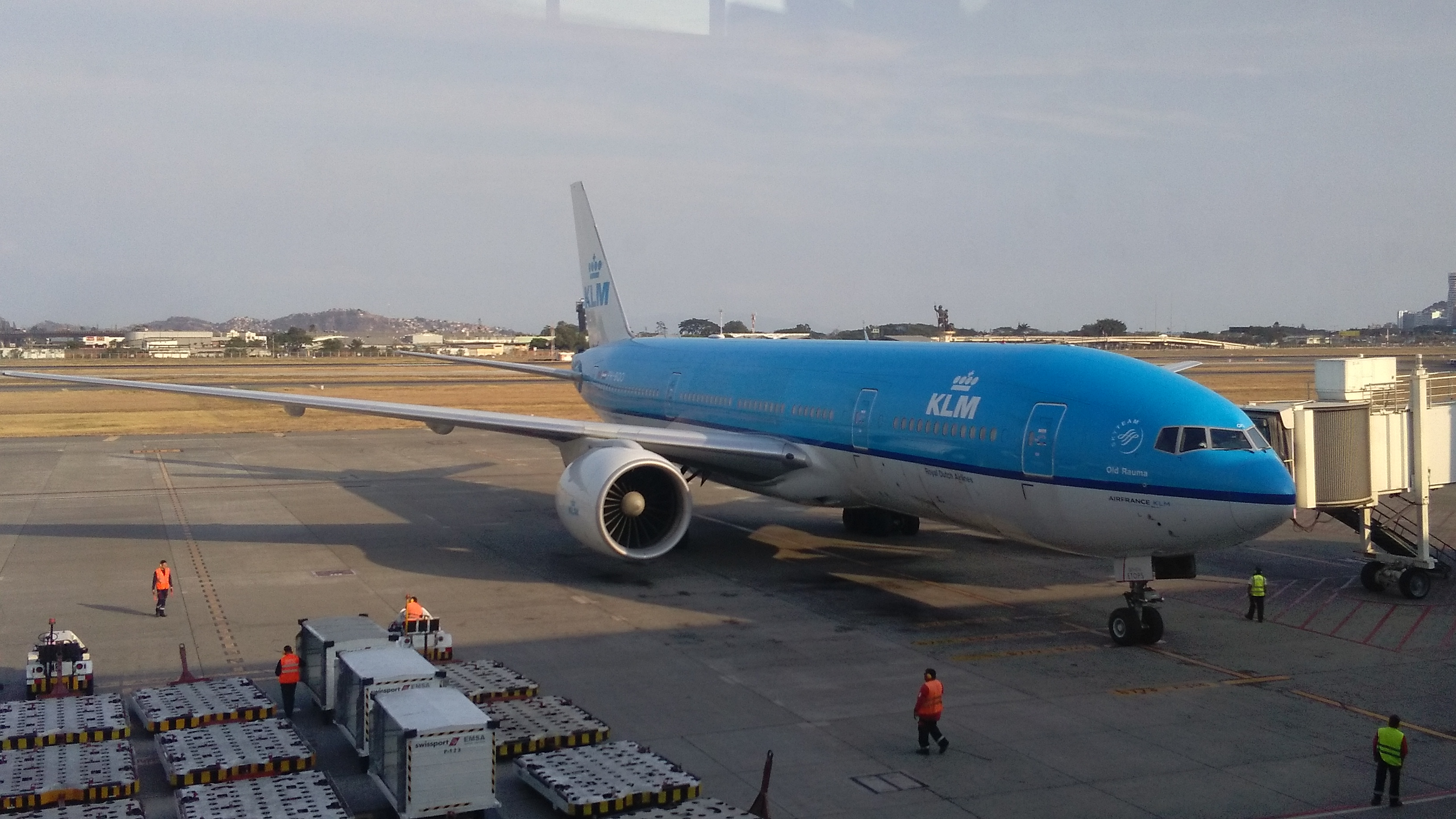
Boeing 777-200ER de KLM en Guayaquil

El aeropuerto está localizado a 5 kilómetros del centro de Guayaquil, en la Avenida de las Américas, y cuenta con una pista de aterrizaje de 2790 metros (9154 ft), y una elevación de 5 metros (16 ft).

## Características
La terminal de pasajeros cuenta con una superficie de 60.000 metros cuadrados de construcción aproximadamente, siendo de esta manera la más grande del país. Su particularidad es la división de flujos por niveles: la planta baja recibe a los pasajeros y la planta alta es solo para partidas, con esto se optimiza la operación de manera similar a los más grandes aeropuertos del mundo. Además, la terminal de carga tiene un área de 14 000 metros cuadrados.
En la planta alta se cuenta con un área de facturación (check in) con 56 mostradores de distribución flexible y un sistema de ocho equipos de uso común, áreas comerciales, salas VIP nacional e internacional, así como un duty free y cajeros automáticos.
En la planta baja se cuenta con el hall de arribo nacional e internacional, sala VIP, zona de retiro de equipajes y un gran hall con locales comerciales, gurmé y capilla.
Tiene viaductos de acceso, plataforma y pista de rodaje, siete mangas, pista de balizamiento e iluminación, 1100 plazas de aparcamiento privadas y públicas. El aeropuerto tiene una capacidad para recibir a 7 000 000 de pasajeros anuales que viajan a nivel nacional e internacional. También cuenta con una torre de control con equipos de última tecnología.
La pista se alargó entre los años 2006 y 2007. Este aeropuerto está operativo los 365 días del año y cuenta con una excelente aeronavegabilidad.

## Reconocimientos
El aeropuerto José Joaquín de Olmedo de la ciudad de Guayaquil está en el ranking de las mejores terminales aéreas del mundo, según una encuesta realizada a escala global por el Consejo Internacional de Aeropuertos. La publicación BusinessWeek destacó en el 2008, en la denominada Premios por la calidad de servicio aeroportuario a la terminal de Guayaquil se llevó la mejor puntuación en Latinoamérica y el Caribe después de “grandes renovaciones”.
Además, en 2011 fue elegido por el Consejo Internacional de Aeropuertos (ACI, por sus siglas en inglés) como el Mejor aeropuerto del mundo en la categoría de su tamaño, de 2 a 5 millones de personas. Todas estas placas de reconocimientos se encuentran en una vitrina en el área de arribos internacionales.

## Destinos y aerolíneas
| Aerolíneas               | Destinos        | Destinos            | Alianza       |
| ------------------------ | --------------- | ------------------- | ------------- |
| Air Europa               | Internacional   | Madrid              | SkyTeam       |
| American Airlines        | Internacional   | Miami               | Oneworld      |
| Arajet                   | Internacionales | Punta Cana          | N/A           |
| Avianca                  | Internacional   | Bogotá              | Star Alliance |
| Avianca Costa Rica       | Internacionales | Buenos Aires-Ezeiza | Star Alliance |
| Avianca Costa Rica       | Internacionales | San José            | Star Alliance |
| Avianca Ecuador          | Nacionales      | Isla Baltra         | Star Alliance |
| Avianca Ecuador          | Nacionales      | Isla San Cristóbal  | Star Alliance |
| Avianca Ecuador          | Nacionales      | Quito               | Star Alliance |
| Avianca Ecuador          | Internacionales | Bogotá              | Star Alliance |
| Avianca Ecuador          | Internacionales | Buenos Aires-Ezeiza | Star Alliance |
| Avianca Ecuador          | Internacionales | Lima                | Star Alliance |
| Avianca Ecuador          | Internacionales | Medellín            | Star Alliance |
| Avianca Ecuador          | Internacionales | Miami               | Star Alliance |
| Avianca Ecuador          | Internacionales | Nueva York-JFK      | Star Alliance |
| Avianca El Salvador      | Internacional   | San Salvador        | Star Alliance |
| Copa Airlines            | Internacional   | Ciudad de Panamá    | Star Alliance |
| Iberia                   | Internacional   | Madrid              | Oneworld      |
| JetBlue Airways          | Internacionales | Fort Lauderdale     | N/A           |
| JetBlue Airways          | Internacionales | Nueva York-JFK      | N/A           |
| KLM Royal Dutch Airlines | Internacional   | Ámsterdam           | SkyTeam       |
| LATAM Ecuador            | Nacionales      | Cuenca              | N/A           |
| LATAM Ecuador            | Nacionales      | Isla Baltra         | N/A           |
| LATAM Ecuador            | Nacionales      | Isla San Cristóbal  | N/A           |
| LATAM Ecuador            | Nacionales      | Quito               | N/A           |
| LATAM Ecuador            | Internacionales | Buenos Aires-Ezeiza | N/A           |
| LATAM Ecuador            | Internacionales | Lima                | N/A           |
| LATAM Ecuador            | Internacionales | Nueva York-JFK      | N/A           |
| LATAM Ecuador            | Internacionales | Santiago de Chile   | N/A           |
| LATAM Perú               | Internacional   | Lima                | N/A           |

### Destinos nacionales
| Destinos                 | Aeropuertos                              | Aerolíneas      | Frecuencias semanales |
| ------------------------ | ---------------------------------------- | --------------- | --------------------- |
| Baltra, Galápagos        | Aeropuerto Seymour                       | Avianca Ecuador | 20                    |
| Baltra, Galápagos        | Aeropuerto Seymour                       | LATAM Ecuador   | 20                    |
| Cuenca, Azuay            | Aeropuerto Internacional Mariscal La Mar | LATAM Ecuador   | 5                     |
| Quito, Pichincha         | Aeropuerto Internacional Mariscal Sucre  | Aeroregional    | 7                     |
| Quito, Pichincha         | Aeropuerto Internacional Mariscal Sucre  | Avianca Ecuador | 49                    |
| Quito, Pichincha         | Aeropuerto Internacional Mariscal Sucre  | LATAM Ecuador   | 72                    |
| San Cristóbal, Galápagos | Aeropuerto de San Cristóbal              | Avianca Ecuador | 10                    |
| San Cristóbal, Galápagos | Aeropuerto de San Cristóbal              | LATAM Ecuador   | 8                     |

### Destinos internacionales
| Países                                        | Destinos          | Aeropuertos                                                  | Aerolíneas                | Frecuencias semanales                                           |
| Norteamérica                                  | Norteamérica      | Norteamérica                                                 | Norteamérica              | Norteamérica                                                    |
| --------------------------------------------- | ----------------- | ------------------------------------------------------------ | ------------------------- | --------------------------------------------------------------- |
| Estados Unidos (3 destinos, 5 aerolíneas)     | Fort Lauderdale   | Aeropuerto Internacional Fort Lauderdale-Hollywood           | JetBlue Airways           | 7                                                               |
| Estados Unidos (3 destinos, 5 aerolíneas)     | Fort Lauderdale   | Aeropuerto Internacional Fort Lauderdale-Hollywood           | Spirit Airlines           | 7 (reinicia el 4 de diciembre de 2025)                          |
| Estados Unidos (3 destinos, 5 aerolíneas)     | Miami             | Aeropuerto Internacional de Miami                            | American Airlines         | 7                                                               |
| Estados Unidos (3 destinos, 5 aerolíneas)     | Miami             | Aeropuerto Internacional de Miami                            | Avianca Ecuador           | 7 (inicia el 28 de octubre de 2025)                             |
| Estados Unidos (3 destinos, 5 aerolíneas)     | Nueva York        | Aeropuerto Internacional John F. Kennedy                     | Avianca Ecuador           | 9                                                               |
| Estados Unidos (3 destinos, 5 aerolíneas)     | Nueva York        | Aeropuerto Internacional John F. Kennedy                     | JetBlue Airways           | 7 (14 en temporada alta)                                        |
| Estados Unidos (3 destinos, 5 aerolíneas)     | Nueva York        | Aeropuerto Internacional John F. Kennedy                     | LATAM Ecuador             | 7 (inicia el 1 de diciembre de 2025)                            |
| Centroamérica y el Caribe                     |                   |                                                              |                           |                                                                 |
| Costa Rica (1 destino, 1 aerolínea)           | San José          | Aeropuerto Internacional Juan Santamaría                     | Avianca Costa Rica        | 6                                                               |
| El Salvador (1 destino, 1 aerolínea)          | San Salvador      | Aeropuerto Internacional de El Salvador                      | Avianca El Salvador       | 3                                                               |
| Panamá (1 destino, 1 aerolínea)               | Ciudad de Panamá  | Aeropuerto Internacional de Tocumen                          | Copa Airlines             | 35                                                              |
| República Dominicana (1 destino, 1 aerolínea) | Punta Cana        | Aeropuerto Internacional de Punta Cana                       | Arajet                    | 2 (suspende el 8 de noviembre de 2025)                          |
| Sudamérica                                    |                   |                                                              |                           |                                                                 |
| Argentina (2 destinos, 3 aerolíneas)          | Buenos Aires      | Aeropuerto Internacional Ministro Pistarini                  | Avianca Costa Rica        | 6                                                               |
| Argentina (2 destinos, 3 aerolíneas)          | Buenos Aires      | Aeropuerto Internacional Ministro Pistarini                  | Avianca Ecuador           | 6                                                               |
| Argentina (2 destinos, 3 aerolíneas)          | Buenos Aires      | Aeropuerto Internacional Ministro Pistarini                  | LATAM Ecuador (vía LIM)   | 7                                                               |
| Argentina (2 destinos, 3 aerolíneas)          | Córdoba           | Aeropuerto Internacional Ing. Aeronáutico Ambrosio Taravella | Avianca Ecuador (vía BOG) | 3 (operará desde el 16 de junio hasta el 24 de octubre de 2025) |
| Chile (1 destino, 1 aerolínea)                | Santiago de Chile | Aeropuerto Internacional Arturo Merino Benitez               | LATAM Ecuador             | 7                                                               |
| Colombia (2 destinos, 2 aerolíneas)           | Bogotá            | Aeropuerto Internacional El Dorado                           | Avianca                   | 32                                                              |
| Colombia (2 destinos, 2 aerolíneas)           | Bogotá            | Aeropuerto Internacional El Dorado                           | Avianca Ecuador           | 32                                                              |
| Colombia (2 destinos, 2 aerolíneas)           | Medellín          | Aeropuerto Internacional José María Córdova                  | Avianca Ecuador           | 4                                                               |
| Perú (1 destino, 2 aerolíneas)                | Lima              | Aeropuerto Internacional Jorge Chávez                        | LATAM Ecuador             | 10                                                              |
| Perú (1 destino, 2 aerolíneas)                | Lima              | Aeropuerto Internacional Jorge Chávez                        | LATAM Perú                | 10                                                              |
| Europa                                        |                   |                                                              |                           |                                                                 |
| España (1 destino, 2 aerolíneas)              | Madrid            | Aeropuerto Adolfo Suárez Madrid-Barajas                      | Air Europa                | 3                                                               |
| España (1 destino, 2 aerolíneas)              | Madrid            | Aeropuerto Adolfo Suárez Madrid-Barajas                      | Iberia                    | 3 (5 en temporada alta)                                         |
| Países Bajos (1 destino, 1 aerolínea)         | Ámsterdam         | Aeropuerto de Ámsterdam-Schiphol                             | KLM Royal Dutch Airlines  | 5                                                               |

### Próximos destinos
| Aerolíneas        | Países         | Destinos            | Aeropuertos                                                   | Fechas de inicio     |
| ----------------- | -------------- | ------------------- | ------------------------------------------------------------- | -------------------- |
| Avianca           | Colombia       | Isla de San Andrés  | Aeropuerto Internacional Gustavo Rojas Pinilla                | Destino solicitado   |
| JetSMART Colombia | Colombia       | Cartagena de Indias | Aeropuerto Internacional Rafael Núñez                         | Destinos solicitados |
| JetSMART Colombia | Colombia       | Bogotá              | Aeropuerto Internacional El Dorado                            | Destinos solicitados |
| JetSMART Colombia | Colombia       | Medellín            | Aeropuerto Internacional José María Córdova                   | Destinos solicitados |
| JetSMART Colombia | Colombia       | Santa Marta         | Aeropuerto Internacional Simón Bolívar                        | Destinos solicitados |
| JetSMART Perú     | Perú           | Piura               | Aeropuerto Internacional Capitán FAP Guillermo Concha Iberico | Destino solicitado   |
| LATAM Perú        | Estados Unidos | Miami, Florida      | Aeropuerto Internacional de Miami                             | Destino solicitado   |

### Vuelos de carga nacionales
| Destinos      | Aeropuertos                              | Aerolíneas      |
| ------------- | ---------------------------------------- | --------------- |
| Baltra        | Aeropuerto Seymour                       | Avianca Ecuador |
| Baltra        | Aeropuerto Seymour                       | LATAM Ecuador   |
| Cuenca        | Aeropuerto Internacional Mariscal La Mar | LATAM Ecuador   |
| Quito         | Aeropuerto Internacional Mariscal Sucre  | Avianca Ecuador |
| Quito         | Aeropuerto Internacional Mariscal Sucre  | LATAM Ecuador   |
| San Cristóbal | Aeropuerto de San Cristóbal              | Avianca Ecuador |
| San Cristóbal | Aeropuerto de San Cristóbal              | LATAM Ecuador   |

### Vuelos de carga internacionales
| Países                                    | Destinos          | Aeropuertos                                    | Aerolíneas          |
| Norteamérica                              | Norteamérica      | Norteamérica                                   | Norteamérica        |
| ----------------------------------------- | ----------------- | ---------------------------------------------- | ------------------- |
| Estados Unidos (2 destinos, 4 aerolíneas) | Los Ángeles       | Aeropuerto Internacional de Los Ángeles        | LATAM Cargo         |
| Estados Unidos (2 destinos, 4 aerolíneas) | Miami             | Aeropuerto Internacional de Miami              | American Airlines   |
| Estados Unidos (2 destinos, 4 aerolíneas) | Miami             | Aeropuerto Internacional de Miami              | Martinair Cargo     |
| Estados Unidos (2 destinos, 4 aerolíneas) | Miami             | Aeropuerto Internacional de Miami              | UPS Air Cargo       |
| Centroamérica                             |                   |                                                |                     |
| Panamá (1 destino, 2 aerolíneas)          | Ciudad de Panamá  | Aeropuerto Internacional de Tocumen            | DHL Ecuador         |
| Panamá (1 destino, 2 aerolíneas)          | Ciudad de Panamá  | Aeropuerto Internacional de Tocumen            | UniWorld Air Cargo  |
| El Salvador (1 destino, 1 aerolínea)      | San Salvador      | Aeropuerto Internacional de El Salvador        | Avianca El Salvador |
| Suramérica                                |                   |                                                |                     |
| Argentina (1 destino, 1 aerolínea)        | Buenos Aires      | Aeropuerto Internacional de Ezeiza             | LATAM Cargo         |
| Chile (1 destino, 1 aerolínea)            | Santiago de Chile | Aeropuerto Internacional Arturo Merino Benítez | LATAM Cargo         |
| Colombia (1 destino, 1 aerolínea)         | Bogotá            | Aeropuerto Internacional El Dorado             | DHL Aero Expreso    |
| Europa                                    |                   |                                                |                     |
| España (1 destino, 2 aerolíneas)          | Madrid            | Aeropuerto Adolfo Suárez Madrid-Barajas        | Air Europa Cargo    |
| España (1 destino, 2 aerolíneas)          | Madrid            | Aeropuerto Adolfo Suárez Madrid-Barajas        | Iberia Cargo        |
| Países Bajos (1 destino, 1 aerolínea)     | Ámsterdam         | Aeropuerto de Ámsterdam-Schiphol               | Martinair           |

## Estadísticas
|                 | Pasajeros       | Pasajeros  | Pasajeros                        | Carga (toneladas métricas) | Carga (toneladas métricas) |
| Internacionales | Internacionales | Nacionales |                                  | Carga (toneladas métricas) | Carga (toneladas métricas) |
| Entrada         | Salida          | Totales    | Entrada                          | Salida                     |                            |
| --------------- | --------------- | ---------- | -------------------------------- | -------------------------- | -------------------------- |
| 1998            | 241.367         | 246.405    | No se facilitan datos hasta 2016 | 7.836                      | 23.823                     |
| 1999            | 246.567         | 278.899    | No se facilitan datos hasta 2016 | 12.854                     | 17.583                     |
| 2000            | 268.000         | 330.619    | No se facilitan datos hasta 2016 | 8.129                      | 24.196                     |
| 2001            | 302.420         | 364.096    | No se facilitan datos hasta 2016 | Datos no facilitados       | Datos no facilitados       |
| 2002            | 359.051         | 432.848    | No se facilitan datos hasta 2016 | Datos no facilitados       | Datos no facilitados       |
| 2003            | 359.459         | 398.852    | No se facilitan datos hasta 2016 | Datos no facilitados       | Datos no facilitados       |
| 2004            | 395.076         | 396.358    | No se facilitan datos hasta 2016 | 44.189                     | 25.374                     |
| 2005            | 448.788         | 444.998    | No se facilitan datos hasta 2016 | 11.265                     | 23.133                     |
| 2006            | 492.178         | 499.445    | No se facilitan datos hasta 2016 | 11.349                     | 23.596                     |
| 2007            | 509.944         | 526.209    | No se facilitan datos hasta 2016 | 11.321                     | 23.827                     |
| 2008            | 526.950         | 561.042    | No se facilitan datos hasta 2016 | 10.783                     | 20.644                     |
| 2009            | 547.468         | 562.236    | No se facilitan datos hasta 2016 | 3.080                      | 10.921                     |
| 2010            | 595.544         | 627.463    | No se facilitan datos hasta 2016 | 10.007                     | 25.312                     |
| 2011            | 661.668         | 698.812    | No se facilitan datos hasta 2016 | 17.913                     | 74.141                     |
| 2012            | 646.583         | 679.163    | No se facilitan datos hasta 2016 | 4.948                      | 4.644                      |
| 2013            | 756.042         | 781.756    | No se facilitan datos hasta 2016 | 15.287                     | 22.839                     |
| 2014            | 823.813         | 843.967    | No se facilitan datos hasta 2016 | 13.072                     | 19.088                     |
| 2015            | 733.031         | 802.719    | No se facilitan datos hasta 2016 | 11.183                     | 17.602                     |
| 2016            | 866.080         | 907.490    | 876.846                          | 10.423                     | 15.126                     |
| 2017            | 881.608         | 917.071    | 904.852                          | 19.131                     | 16.318                     |
| 2018            | 914.966         | 967.927    | 941.304                          | 10.957                     | 16.120                     |
| 2019            | 1.006.883       | 1.073.086  | 863.533                          | 11.977                     | 17.131                     |
| 2020            | 377.326         | 406.885    | 268.620                          | 11.351                     | 12.973                     |
| 2021            | 677.702         | 708.819    | 719.989                          | 12.654                     | 13.291                     |
| 2022            | 924.994         | 1.032.023  | 760.005                          | 13.685                     | 14.473                     |
| 2023            | 1.017.202       | 1.145.247  | 904.327                          | 12.664                     | 13.117                     |

### Rutas más transitadas
| #                                                 | Destinos                            | Pasajeros | Dif. 2022  | Aerolíneas                       |
| ------------------------------------------------- | ----------------------------------- | --------- | ---------- | -------------------------------- |
| 1                                                 | Ciudad de Panamá, Panamá            | 542.154   | 2,16%      | Copa Airlines                    |
| 2                                                 | Bogotá, Colombia                    | 445.586   | 40,86%     | Avianca Ecuador, Avianca         |
| 3                                                 | Nueva York, Estados Unidos          | 238.621   | 25,91%     | Avianca Ecuador, JetBlue Airways |
| 4                                                 | Miami, Estados Unidos               | 220.559   | 20,9%      | American Airlines                |
| 5                                                 | Fort Lauderdale, Estados Unidos     | 201.830   | 1,68%      | JetBlue Airways, Spirit Airlines |
| 6                                                 | Madrid, España                      | 174.467   | 3,5%       | Air Europa, Iberia               |
| 7                                                 | Lima, Perú                          | 122.138   | 69,43%     | Avianca Ecuador, LATAM Ecuador   |
| 8                                                 | Santiago de Chile, Chile            | 77.549    | 29,79%     | LATAM Ecuador                    |
| 9                                                 | Ámsterdam, Países Bajos             | 80.922    | 3,39%      | KLM Royal Dutch Airlines         |
| 10                                                | San Salvador, El Salvador           | 32.692    | 27,26%     | Avianca El Salvador              |
| 11                                                | Santo Domingo, República Dominicana | 13.739    | 642,65%    | Arajet                           |
| 12                                                | Medellín, Colombia                  | 12.378    | Nueva ruta | Avianca Ecuador, Avianca         |
| 13                                                | Cartagena de Indias, Colombia       | 11.324    | Nueva ruta | Avianca Ecuador, Avianca         |
| 14                                                | Oranjestad, Aruba                   | 218       | Nueva ruta | Avianca Ecuador                  |
| Total pasajeros internacionales (2023): 2.174.177 |                                     |           |            |                                  |

| #                                          | Ciudad y provincia       | Pasajeros | Dif. 2022 | Aerolíneas                             |
| ------------------------------------------ | ------------------------ | --------- | --------- | -------------------------------------- |
| 1                                          | Quito, Pichincha         | 701.238   | 17,55%    | Avianca Ecuador, LATAM Ecuador, Equair |
| 2                                          | Baltra, Galápagos        | 119.276   | 15%       | Avianca Ecuador, LATAM Ecuador, Equair |
| 3                                          | San Cristóbal, Galápagos | 62.730    | 24,2%     | Avianca Ecuador, LATAM Ecuador, Equair |
| 4                                          | Cuenca, Azuay            | 21.083    | 115.55%   | LATAM Ecuador                          |
| Total pasajeros nacionales (2023): 904.327 |                          |           |           |                                        |

## Antiguas aerolíneas y/o destinos finalizados
En esta lista aparecen las aerolíneas a que han servido a la ciudad de Guayaquil durante toda su historia, incluidas las aerolíneas que llegaban al Aeropuerto Internacional Simón Bolívar, ahora llamado Aeropuerto Internacional José Joaquín de Olmedo

### Aerolíneas extintas
| Aerolíneas                       | Países                       | Destinos                     | Aeropuertos                                                    |
| -------------------------------- | ---------------------------- | ---------------------------- | -------------------------------------------------------------- |
| AECA                             | Colombia                     | Bogotá                       | Aeropuerto Internacional El Dorado                             |
| AECA                             | Ecuador                      | Cuenca                       | Aeropuerto Internacional Mariscal Lamar                        |
| AECA                             | Ecuador                      | Esmeraldas                   | Aeropuerto Coronel Carlos Concha Torres                        |
| AECA                             | Ecuador                      | Jipijapa                     | Aeródromo de Jipijapa                                          |
| AECA                             | Ecuador                      | Machala                      | Aeropuerto General Manuel Serrano - Machala                    |
| AECA                             | Ecuador                      | Manta                        | Aeropuerto Internacional Eloy Alfaro                           |
| AECA                             | Ecuador                      | Pedernales                   | Aeródromo de Pedernales                                        |
| AECA                             | Ecuador                      | Portoviejo                   | Aeropuerto Reales Tamarindos                                   |
| AECA                             | Ecuador                      | Quito                        | Aeropuerto Internacional Mariscal Sucre                        |
| AECA                             | San Vicente y las Granadinas | San Vicente                  | Aeropuerto Los Perales                                         |
| AECA                             | Estados Unidos               | Los Ángeles                  | Aeropuerto Internacional de Los Ángeles                        |
| AECA                             | Estados Unidos               | Nueva York                   | Aeropuerto Internacional John F. Kennedy                       |
| AECA                             | Estados Unidos               | Miami                        | Aeropuerto Internacional de Miami                              |
| AECA                             | Nicaragua                    | Managua                      | Aeropuerto Internacional Augusto C. Sandino                    |
| AECA                             | Panamá                       | Ciudad de Panamá             | Aeropuerto Internacional de Tocumen                            |
| AECA                             | Perú                         | Lima                         | Aeropuerto Internacional Jorge Chávez                          |
| Aero Continente                  | Perú                         | Lima                         | Aeropuerto Internacional Jorge Chávez                          |
| AeroPerú                         | Perú                         | Lima                         | Aeropuerto Internacional Jorge Chávez                          |
| AeroPerú                         | Perú                         | Tacna                        | Aeropuerto Internacional Coronel FAP Carlos Ciriani Santa Rosa |
| Air Comet                        | España                       | Madrid                       | Aeropuerto Adolfo Suárez Madrid-Barajas                        |
| Air Cuenca                       | Ecuador                      | Cuenca                       | Aeropuerto Internacional Mariscal Lamar                        |
| Air Cuenca                       | Ecuador                      | Quito                        | Aeropuerto Internacional Mariscal Sucre                        |
| Braniff International            | México                       | Ciudad de México             | Aeropuerto Internacional de la Ciudad de México                |
| Braniff International            | Perú                         | Lima                         | Aeropuerto Internacional Jorge Chávez                          |
| Braniff International            | Estados Unidos               | Los Ángeles                  | Aeropuerto Internacional de Los Ángeles                        |
| Braniff International            | Estados Unidos               | Miami                        | Aeropuerto Internacional de Miami                              |
| Braniff International            | Estados Unidos               | Nueva York                   | Aeropuerto Internacional Newark Liberty                        |
| Eastern Air Lines                | Estados Unidos               | Miami                        | Aeropuerto Internacional de Miami                              |
| Eastern Air Lines                | Estados Unidos               | Nueva York                   | Aeropuerto Internacional John F. Kennedy                       |
| Eastern Air Lines                | Perú                         | Lima                         | Aeropuerto Internacional Jorge Chávez                          |
| Ecuatoriana de Aviación          | Argentina                    | Buenos Aires                 | Aeropuerto Internacional Ministro Pistarini                    |
| Ecuatoriana de Aviación          | Bahamas                      | Nasáu                        | Aeropuerto Internacional de Nasáu                              |
| Ecuatoriana de Aviación          | Bolivia                      | Santa Cruz de la Sierra      | Aeropuerto Internacional Viru Viru                             |
| Ecuatoriana de Aviación          | Brasil                       | Río de Janeiro               | Aeropuerto Internacional de Galeão                             |
| Ecuatoriana de Aviación          | Brasil                       | São Paulo                    | Aeropuerto Internacional de São Paulo-Guarulhos                |
| Ecuatoriana de Aviación          | Chile                        | Santiago de Chile            | Aeropuerto Internacional Arturo M. Benítez                     |
| Ecuatoriana de Aviación          | Colombia                     | Bogotá                       | Aeropuerto Internacional El Dorado                             |
| Ecuatoriana de Aviación          | Colombia                     | Cali                         | Aeropuerto Internacional Alfonso Bonilla Aragón                |
| Ecuatoriana de Aviación          | Ecuador                      | Quito                        | Aeropuerto Internacional Mariscal Sucre                        |
| Ecuatoriana de Aviación          | Estados Unidos               | Chicago                      | Aeropuerto Internacional O'Hare                                |
| Ecuatoriana de Aviación          | Estados Unidos               | Los Ángeles                  | Aeropuerto Internacional de Los Ángeles                        |
| Ecuatoriana de Aviación          | Estados Unidos               | Miami                        | Aeropuerto Internacional de Miami                              |
| Ecuatoriana de Aviación          | Estados Unidos               | Nueva York                   | Aeropuerto Internacional John F. Kennedy                       |
| Ecuatoriana de Aviación          | México                       | Ciudad de México             | Aeropuerto Internacional de la Ciudad de México                |
| Ecuatoriana de Aviación          | Panamá                       | Ciudad de Panamá             | Aeropuerto Internacional Tocumen                               |
| Ecuatoriana de Aviación          | Perú                         | Lima                         | Aeropuerto Internacional Jorge Chávez                          |
| Equair                           | Ecuador                      | Baltra                       | Aeropuerto Seymour                                             |
| Equair                           | Ecuador                      | Quito                        | Aeropuerto Internacional Mariscal Sucre                        |
| Equair                           | Ecuador                      | San Cristóbal                | Aeropuerto de San Cristóbal                                    |
| Ícaro Air                        | Colombia                     | Bogotá                       | Aeropuerto Internacional El Dorado                             |
| Ícaro Air                        | Ecuador                      | Manta                        | Aeropuerto Internacional Eloy Alfaro                           |
| Ícaro Air                        | Ecuador                      | Puerto Francisco de Orellana | Aeropuerto Francisco de Orellana                               |
| Ícaro Air                        | Ecuador                      | Quito                        | Aeropuerto Internacional Mariscal Sucre                        |
| Ícaro Air                        | Ecuador                      | San Cristóbal                | Aeropuerto de San Cristóbal                                    |
| Ladeco                           | Colombia                     | Bogotá                       | Aeropuerto Internacional El Dorado                             |
| Ladeco                           | Chile                        | Santiago de Chile            | Aeropuerto Internacional Arturo Merino Benítez                 |
| Lloyd Aéreo Boliviano            | Bolivia                      | La Paz                       | Aeropuerto Internacional El Alto                               |
| Lloyd Aéreo Boliviano            | Bolivia                      | Santa Cruz de la Sierra      | Aeropuerto Internacional Viru Viru                             |
| Lloyd Aéreo Boliviano            | Ecuador                      | Quito                        | Aeropuerto Internacional Mariscal Sucre                        |
| Mexicana de Aviación             | México                       | Ciudad de México             | Aeropuerto Internacional de la Ciudad de México                |
| Pan Am                           | Estados Unidos               | Nueva York                   | Aeropuerto Internacional John F. Kennedy                       |
| Saeta / Líneas Aéreas Paraguayas | Argentina                    | Buenos Aires                 | Aeropuerto Internacional Ministro Pistarini                    |
| Saeta / Líneas Aéreas Paraguayas | Bolivia                      | Santa Cruz de la Sierra      | Aeropuerto Internacional Viru Viru                             |
| Saeta / Líneas Aéreas Paraguayas | Brasil                       | São Paulo                    | Aeropuerto Internacional de São Paulo-Guarulhos                |
| Saeta / Líneas Aéreas Paraguayas | Colombia                     | Bogotá                       | Aeropuerto Internacional El Dorado                             |
| Saeta / Líneas Aéreas Paraguayas | Colombia                     | Medellín                     | Aeropuerto Internacional José María Córdova                    |
| Saeta / Líneas Aéreas Paraguayas | Costa Rica                   | San José                     | Aeropuerto Internacional Juan Santamaría                       |
| Saeta / Líneas Aéreas Paraguayas | Chile                        | Santiago de Chile            | Aeropuerto Internacional Arturo M. Benítez                     |
| Saeta / Líneas Aéreas Paraguayas | Ecuador                      | Quito                        | Aeropuerto Internacional Mariscal Sucre                        |
| Saeta / Líneas Aéreas Paraguayas | Estados Unidos               | Los Ángeles                  | Aeropuerto Internacional de Los Ángeles                        |
| Saeta / Líneas Aéreas Paraguayas | Estados Unidos               | Miami                        | Aeropuerto Internacional de Miami                              |
| Saeta / Líneas Aéreas Paraguayas | Estados Unidos               | Nueva York                   | Aeropuerto Internacional John F. Kennedy                       |
| Saeta / Líneas Aéreas Paraguayas | México                       | Ciudad de México             | Aeropuerto Internacional de la Ciudad de México                |
| Saeta / Líneas Aéreas Paraguayas | Panamá                       | Ciudad de Panamá             | Aeropuerto Internacional Tocumen                               |
| Saeta / Líneas Aéreas Paraguayas | Paraguay                     | Asunción                     | Aeropuerto Internacional Silvio Pettirossi                     |
| Saeta / Líneas Aéreas Paraguayas | Perú                         | Lima                         | Aeropuerto Internacional Jorge Chávez                          |
| Saeta / Líneas Aéreas Paraguayas | Uruguay                      | Montevideo                   | Aeropuerto Internacional de Carrasco                           |
| Saeta / Líneas Aéreas Paraguayas | Venezuela                    | Caracas                      | Aeropuerto Internacional de Maiquetía Simón Bolívar            |
| SBA Airlines                     | Venezuela                    | Caracas                      | Aeropuerto Internacional de Maiquetía Simón Bolívar            |
| TAME                             | Brasil                       | Manaos                       | Aeropuerto Internacional Eduardo Gomes                         |
| TAME                             | Brasil                       | São Paulo                    | Aeropuerto Internacional de São Paulo-Guarulhos                |
| TAME                             | Colombia                     | Bogotá                       | Aeropuerto Internacional El Dorado                             |
| TAME                             | Ecuador                      | Baltra                       | Aeropuerto Seymour                                             |
| TAME                             | Ecuador                      | Catamayo                     | Aeropuerto Ciudad de Catamayo                                  |
| TAME                             | Ecuador                      | Cuenca                       | Aeropuerto Internacional Mariscal Lamar                        |
| TAME                             | Ecuador                      | Esmeraldas                   | Aeropuerto Internacional Carlos Concha Torres                  |
| TAME                             | Ecuador                      | Latacunga                    | Aeropuerto Internacional Cotopaxi                              |
| TAME                             | Ecuador                      | Quito                        | Aeropuerto Internacional Mariscal Sucre                        |
| TAME                             | Ecuador                      | San Cristóbal                | Aeropuerto de San Cristóbal                                    |
| TAME                             | Estados Unidos               | Fort Lauderdale              | Aeropuerto Internacional Fort Lauderdale/Hollywood             |
| TAME                             | Estados Unidos               | Nueva York                   | Aeropuerto Internacional John F. Kennedy                       |
| TAME                             | Perú                         | Lima                         | Aeropuerto Internacional Jorge Chávez                          |
| TAME                             | Venezuela                    | Caracas                      | Aeropuerto Internacional de Maiquetía Simón Bolívar            |
| Varig                            | Brasil                       | São Paulo                    | Aeropuerto Internacional de São Paulo-Guarulhos                |
| Viasa                            | Ecuador                      | Quito                        | Aeropuerto Internacional Mariscal Sucre                        |
| Viasa                            | Venezuela                    | Caracas                      | Aeropuerto Internacional de Maiquetía Simón Bolívar            |

### Aerolíneas operativas
| Aerolíneas               | Países               | Destinos              | Aeropuertos                                              |
| ------------------------ | -------------------- | --------------------- | -------------------------------------------------------- |
| Aerolíneas Argentinas    | Argentina            | Buenos Aires          | Aeropuerto Internacional de Ezeiza                       |
| Aerolíneas Argentinas    | Argentina            | San Salvador de Jujuy | Aeropuerto Internacional Gobernador Horacio Guzmán       |
| Aeroméxico               | México               | Ciudad de México      | Aeropuerto Internacional de la Ciudad de México          |
| Aeroregional             | Ecuador              | Quito                 | Aeropuerto Internacional Mariscal Sucre                  |
| Arajet                   | República Dominicana | Santo Domingo         | Aeropuerto Internacional Las Américas                    |
| Avianca Ecuador          | Colombia             | Cartagena de Indias   | Aeropuerto Internacional Rafael Núñez                    |
| Avianca Ecuador          | Estados Unidos       | Miami                 | Aeropuerto Internacional de Miami                        |
| Avianca Ecuador          | Estados Unidos       | Nueva York            | Aeropuerto Internacional John F. Kennedy                 |
| Avianca Costa Rica       | Brasil               | Río de Janeiro        | Aeropuerto Internacional de Galeão                       |
| Avianca Costa Rica       | Brasil               | São Paulo             | Aeropuerto Internacional de Guarulhos                    |
| Avior Airlines           | Venezuela            | Barcelona             | Aeropuerto Internacional General José Antonio Anzoátegui |
| Avior Airlines           | Venezuela            | Caracas               | Aeropuerto Internacional de Maiquetía Simón Bolívar      |
| Copa Airlines Colombia   | Colombia             | Bogotá                | Aeropuerto Internacional El Dorado                       |
| Conviasa                 | Venezuela            | Caracas               | Aeropuerto Internacional de Maiquetía Simón Bolívar      |
| Cubana de Aviación       | Cuba                 | La Habana             | Aeropuerto Internacional José Marti                      |
| Delta Airlines           | Estados Unidos       | Atlanta               | Aeropuerto Internacional Hartsfield-Jackson              |
| JetSMART Perú            | Perú                 | Lima                  | Aeropuerto Internacional Jorge Chávez                    |
| KLM Royal Dutch Airlines | Bonaire              | Kralendijk            | Aeropuerto Internacional Flamingo                        |
| LATAM Ecuador            | España               | Madrid                | Aeropuerto Adolfo Suárez Madrid-Barajas                  |
| LASER Airlines           | Venezuela            | Caracas               | Aeropuerto Internacional de Maiquetía Simón Bolívar      |
| Lufthansa                | Alemania             | Fráncfort del Meno    | Aeropuerto Internacional de Frankfurt                    |
| Plus Ultra Líneas Aéreas | España               | Madrid                | Aeropuerto Adolfo Suárez Madrid-Barajas                  |
| United Airlines          | Estados Unidos       | Houston               | Aeropuerto Intercontinental George Bush                  |

## Premios y reconocimientos
Desde su remodelación en 2007, el Aeropuerto Internacional José Joaquín de Olmedo de Guayaquil ha recibido los siguientes reconocimientos:
| Año  | Reconocimiento                                                                         | Organización                   |
| ---- | -------------------------------------------------------------------------------------- | ------------------------------ |
| 2007 | Mejor aeropuerto de Latinoamérica y el Caribe                                          | Airports Council International |
| 2007 | Tercer mejor aeropuerto del mundo Categoría de 2 a 5 millones de pasajeros             | Airports Council International |
| 2008 | Mejor Aeropuerto de Latinoamérica y el Caribe                                          | Airports Council International |
| 2008 | Tercer mejor aeropuerto del mundo Categoría de 2 a 5 millones de pasajeros             | Airports Council International |
| 2009 | Segundo mejor aeropuerto de Latinoamérica y el Caribe                                  | Airports Council International |
| 2009 | Cuarto mejor aeropuerto del mundo Categoría de 2 a 5 millones de pasajeros             | Airports Council International |
| 2010 | Segundo mejor aeropuerto de Latinoamérica y el Caribe                                  | Airports Council International |
| 2010 | Tercer mejor aeropuerto del mundo Categoría de 2 a 5 millones de pasajeros             | Airports Council International |
| 2011 | Segundo mejor aeropuerto de Latinoamérica y el Caribe                                  | Airports Council International |
| 2011 | Mejor aeropuerto del mundo Categoría de 2 a 5 millones de pasajeros                    | Airports Council International |
| 2011 | Mejor aeropuerto regional de Sudamérica                                                | World Airport Awards           |
| 2011 | Segundo mejor aeropuerto de Sudamérica                                                 | World Airport Awards           |
| 2011 | Segundo mejor servicio de personal de aeropuerto de Sudamérica                         | World Airport Awards           |
| 2012 | Segundo mejor aeropuerto de Latinoamérica y el Caribe                                  | Airports Council International |
| 2012 | Mejor aeropuerto del mundo Categoría de 2 a 5 millones de pasajeros                    | Airports Council International |
| 2012 | Mejor aeropuerto regional de Sudamérica                                                | World Airport Awards           |
| 2012 | Segundo mejor aeropuerto de Sudamérica                                                 | World Airport Awards           |
| 2012 | Segundo mejor servicio de personal de aeropuerto de Sudamérica                         | World Airport Awards           |
| 2013 | Mejor aeropuerto de Latinoamérica y el Caribe                                          | Airports Council International |
| 2013 | Mejor aeropuerto del mundo Categoría de 2 a 5 millones de pasajeros                    | Airports Council International |
| 2013 | Mejor aeropuerto regional de Sudamérica                                                | World Airport Awards           |
| 2013 | Segundo mejor aeropuerto de Sudamérica                                                 | World Airport Awards           |
| 2013 | Segundo mejor servicio de personal de aeropuerto de Sudamérica                         | World Airport Awards           |
| 2014 | Mejor aeropuerto de Latinoamérica y el Caribe                                          | Airports Council International |
| 2014 | Mejor aeropuerto del mundo Categoría de 2 a 5 millones de pasajeros                    | Airports Council International |
| 2014 | Mejor aeropuerto regional de Sudamérica                                                | World Airport Awards           |
| 2014 | Segundo mejor aeropuerto de Sudamérica                                                 | World Airport Awards           |
| 2014 | Segundo mejor servicio de personal de aeropuerto de Sudamérica                         | World Airport Awards           |
| 2015 | Mejor aeropuerto de Latinoamérica y el Caribe                                          | Airports Council International |
| 2015 | Tercer mejor aeropuerto del mundo Categoría de 2 a 5 millones de pasajeros             | Airports Council International |
| 2016 | Mejor aeropuerto de Latinoamérica y el Caribe                                          | Airports Council International |
| 2016 | Mejor aeropuerto del mundo Categoría de 2 a 5 millones de pasajeros                    | Airports Council International |
| 2016 | Mejor aeropuerto de Latinoamérica y el Caribe Categoría de 2 a 5 millones de pasajeros | Airports Council International |
| 2017 | Mejor aeropuerto de Latinoamérica y el Caribe                                          | Airports Council International |
| 2017 | Segundo mejor aeropuerto del mundo Categoría de 2 a 5 millones de pasajeros            | Airports Council International |
| 2017 | Mejor aeropuerto de Latinoamérica y el Caribe Categoría de 2 a 5 millones de pasajeros | Airports Council International |
| 2018 | Mejor aeropuerto de Latinoamérica y el Caribe                                          | Airports Council International |
| 2018 | Segundo mejor aeropuerto del mundo Categoría de 2 a 5 millones de pasajeros            | Airports Council International |
| 2018 | Mejor aeropuerto de Latinoamérica y el Caribe Categoría de 2 a 5 millones de pasajeros | Airports Council International |
| 2018 | Certificado de aeropuerto 4 estrellas                                                  | Skytrax World Airport Awards   |
| 2019 | Mejor aeropuerto de Latinoamérica y el Caribe Categoría de 2 a 5 millones de pasajeros | Airports Council International |
| 2020 | Mejor aeropuerto de Latinoamérica y el Caribe Categoría de 2 a 5 millones de pasajeros | Airports Council International |
| 2020 | Acreditación de salud aeroportuaria                                                    | Airports Council International |
| 2021 | Mejor aeropuerto de Latinoamérica y el Caribe Categoría de 2 a 5 millones de pasajeros | Airports Council International |
| 2021 | Renovación de la acreditación de salud aeroportuaria                                   | Airports Council International |
| 2022 | Mejor aeropuerto de Latinoamérica y el Caribe Categoría de 2 a 5 millones de pasajeros | Airports Council International |
| 2022 | Renovación de la acreditación de salud aeroportuaria                                   | Airports Council International |
| 2023 | Mejor aeropuerto de Latinoamérica y el Caribe Categoría de 2 a 5 millones de pasajeros | Airports Council International |
| 2023 | Aeropuerto con el personal más dedicado de Latinoamérica y el Caribe                   | Airports Council International |
| 2023 | Aeropuerto con el recorrido aeroportuario más fácil de Latinoamérica y el Caribe       | Airports Council International |
| 2023 | Aeropuerto más agradable de Latinoamérica y el Caribe                                  | Airports Council International |
| 2023 | Aeropuerto más limpio de Latinoamérica y el Caribe                                     | Airports Council International |

## Restaurantes
| Hall de Arribos Internacionales            | Hall de Arribos Nacionales                                                             | Preembarque Internacional                        | Preembarque Nacional                      | Hall de Partidas Internacionales                             | Hall de Partidas Nacionales |
| ------------------------------------------ | -------------------------------------------------------------------------------------- | ------------------------------------------------ | ----------------------------------------- | ------------------------------------------------------------ | --------------------------- |
| - McDonald's - KFC Heladería - Naturíssimo | - El Español - Cajun Grill - Cafetería Juan Valdez - Café DuPort - Menestras del Negro | - City Bistró - Cinnabon - Café Astoria, local 2 | - Cafetería Juan Valdez - Café El Español | - Café Astoria, local 1 - Restaurante Arrecife - Yogur Persa | - KFC - Cajún               |

## Transporte terrestre
- Aplicaciones Móviles: Guayaquil dispone del servicio de algunas de las más reconocidas aplicaciones móviles del mundo.[25]
- Cooperativa de Taxis Aeropuerto Guayaquil: Servicio de taxis autorizados.
- Metrovía: El aeropuerto es atendido por una estación del Sistema Integrado Transporte Masivo Urbano de Guayaquil (Metrovía), que pertenece a la troncal 2 que corre de la terminal 25 de julio (sur) a la terminal Río Daule (norte).
- Terminal Terrestre: A pocos metros del aeropuerto José Joaquín de Olmedo se encuentra la terminal terrestre Jaime Roldós Aguilera, que opera 24 horas al día, los 365 días del año, en rutas nacionales e internacionales.

## Estacionamiento
Tarifa de estacionamiento:
- 0 a 15 minutos: $0 usd
- 15 minutos en adelante: $1,40 usd
- 12 horas a 24 horas: $14,40 usd